# Harmonie en conserve

Harmonie en conserve est un film américain de Alice Guy sorti en 1912.

## Fiche technique
- Titre original : Canned Harmony
- Titre français : Harmonie en conserve
- Genre : Comédie
- Réalisateur : Alice Guy
- Production : Solax Films Company
- Durée : 13 minutes
- Sortie : 9 octobre 1912
- Licence : Domaine public

## Distribution
- Lee Beggs : Le musicien
- Billy Quirk : Jack[1], l'amoureux d'Evelyn
- Blanche Cornwall : Evelyn, fille du musicien
- Darwin Karr : Dick, un ami de Jack